# 533 Sara
Sara (asteroide 533) é um asteroide da cintura principal com um diâmetro de 31,08 quilómetros, a 2,8523694 UA. Possui uma excentricidade de 0,0425945 e um período orbital de 1 878,29 dias (5,15 anos).
Sara tem uma velocidade orbital média de 17,25590819 km/s e uma inclinação de 6,55229º.
Esse asteroide foi descoberto em 19 de Abril de 1904 por Raymond Dugan.